# Бадієві
Бадієві (Badidae) — родина невеличких окунеподібних риб, поширених у прісних водоймах Південної та Південно-Східної Азії. Мають невисоке видовжене тіло, слабко стиснуте з боків. Як і лабіринтові риби, для дихання можуть використовувати атмосферне повітря.
Раніше цих риб зараховували до родини нандових (Nandidae), але подальші дослідження виявили суттєві розбіжності, що стосуються анатомії риб, їх способу життя, поведінки. Бадієві відрізняються також специфічною будовою ікри та личинок. На відміну від хижих нандових окунів, представники родини Badidae є мирними рибками, що й не дивно, зважаючи на їхні малі розміри. За сучасною систематикою бадієві зараховуються до ряду лабіринтових.
Найвідомішою і водночас найбільшою за розмірами бадієвою рибкою є риба-хамелеон (Badis badis), який сягає 8 см завдовжки. Решта представників родини мають довжину 1,5-7 см.
Добре підходять для кімнатного акваріума.
До складу родини входять 2 роди: бадіс (Badis) і даріо (Dario). Вони об'єднують близько 30 видів риб, більшість з яких була описана лише недавно, починаючи з 2002 року.
Перші два види цієї родини Badis badis і Dario dario були описані Френсісом Гамільтоном у 1822 році, тоді під назвами Labrus badis і Labrus dario відповідно. Спочатку вони були включені до складу родини морських риб губаневі (Labridae).
Пітер Блікер 1853 року переніс їх до роду Badis у складі прісноводної родини Nandidae.
Джордж Барлоу, Карел Лім та Вольфганг Віклер 1968 року виділили нову родину Badidae, до якої включили рід Badis. У 2002 році Свен Кулландер і Ральф Брітц переглянули склад родини Badidae, відливши в її складі 12 видів роду Badis та ще 3 види нового роду Dario.